# Spodoptera permunda
Spodoptera permunda är en fjärilsart som beskrevs av Walker 1857. Spodoptera permunda ingår i släktet Spodoptera och familjen nattflyn. Inga underarter finns listade i Catalogue of Life.